# Glen Allen, Alabama
Glen Allen là một thị trấn thuộc quận Marion và Fayette, tiểu bang Alabama, Hoa Kỳ. Dân số năm 2009 là 468 người, mật độ đạt 28 người/km².